# Reino de Kaffa
El Reino de Kaffa (c. 1390-1897) fue un estado moderno temprano ubicado en lo que hoy es Etiopía, con su primera capital en Bonga. El río Gojeb formaba su frontera norte, más allá de la cual se encontraban los reinos Gibe; al este, el territorio de los pueblos Konta y Kullo se encontraba entre Kaffa y el río Omo; al sur, numerosos subgrupos del pueblo Gimira, y al oeste, el pueblo Majangir. La lengua nativa, también conocida como Kaffa, es uno de los grupos de lenguas omóticas.
El kaffa se dividía en cuatro subgrupos, que hablaban un idioma común, el kefficho, uno de los grupos gonga/kefoide de las lenguas omóticas; también vivían en el reino varios grupos de extranjeros, comerciantes musulmanes etíopes y miembros de la Iglesia etíope. Había varios grupos de personas, "pero con el estatus de sumergidos", que también vivían en el reino; estos incluían a los Manjo, o cazadores; los Manne, o trabajadores del cuero; y los Qemmo, o herreros. Los Manjo incluso tenían su propio rey, nombrado por el Rey de Kaffa, y se les asignaron los deberes de vigilar los recintos reales y las puertas del reino. El reino fue invadido y conquistado en 1897, y finalmente fue anexado por Etiopía.
La tierra donde se encontraba este antiguo reino se encuentra en las partes meridionales del macizo etíope con tramos de bosque. La tierra montañosa es muy fértil, capaz de tres cosechas al año.

## Historia

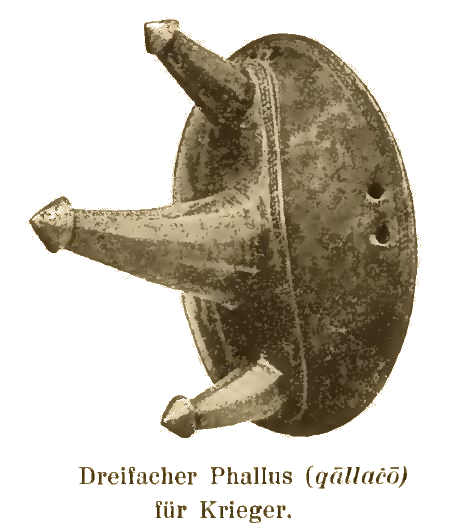
Gorra de guerrero fálico

El Reino de Kaffa fue fundado hacia 1390 por Minjo, quien según la tradición oral derrocó a la dinastía Mato de 32 reyes. Sin embargo, sus informantes le dijeron a Amnon Orent, "nadie recuerda el nombre de ninguno". La primera capital Bonga fue fundada o capturada por Bon-noghe; más tarde fue reemplazada por Anderaccha, pero Bonga conservó su importancia. [cita requerida]
Durante el siglo XVI, todos los territorios al norte del río Gojeb se perdieron por las migraciones oromo. También a finales del siglo XVI, el emperador de Etiopía Sarsa Dengel convenció al reino de que aceptara oficialmente el cristianismo como su religión estatal. Como resultado, se dedicó la iglesia de San Jorge en Baha; el edificio conservó un tabot con el nombre del emperador Sarsa Dengel. Durante los siglos siguientes la influencia del gobierno etíope se debilitó y el cristianismo desapareció más o menos, aunque la iglesia de San Jorge se utilizó como "casa masculina del ritual de San Jorge" hasta finales del siglo XIX, cuando se reintrodujeron las prácticas cristianas.
A partir de Gali Ginocho (1675-1710), los reyes de Kaffa comenzaron a expandir las fronteras de su reino, anexando los pequeños estados vecinos de Gimira de She, Benesho y Majango. El vecino estado de Welayta quedó bajo su control en el reinado de Tato Shagi Sherocho (1775-1795), quien extendió las fronteras de su reino hasta el Omo al sureste y casi hasta la confluencia del Omo y el Denchya al sur. Fue durante el reinado del rey Hoti Gaocho (1798-1821), que el territorio de los reyes kafa alcanzó su máximo. Según Orent, las tradiciones del pueblo Kaffa relatan que gobernó a lo largo y ancho, conquistando dondequiera que fue, incluso tan lejos como Wolleta y Kambaata. "Hasta el día de hoy", concluye Orent, "algunas personas todavía hablan de la época en que sus antepasados derrotaron a todos sus enemigos y se sentaron al pie de un famoso árbol en Wolliso y decidieron no ir más lejos en la provincia de Shoa".

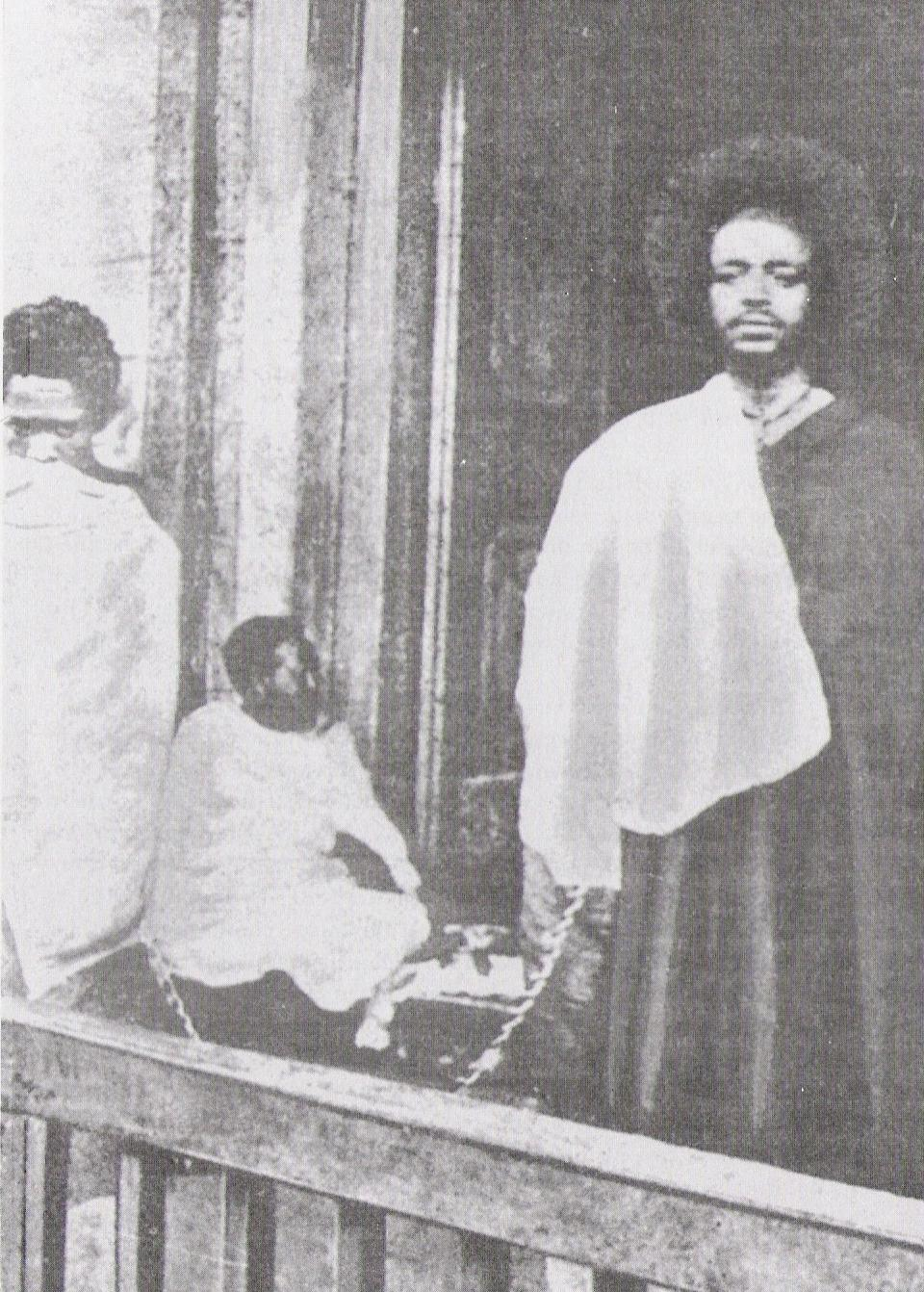
Gaki Sherochi en 1897

El último rey de Kaffa, Gaki Sherocho, resistió durante meses a los ejércitos combinados de Wolde Giyorgis, Ras Damisse, y el rey Abba Jifar II de Jimma, hasta que fue capturado el 11 de septiembre de 1897, y fue enviado primero a Ankober, y luego a Adís Abeba. Kaffa fue entonces mantenido como feudo por Wolde Giyogis hasta 1914. Durante su visita a Kaffa en 1897, Alexander Bulatovich tuvo la oportunidad de estudiar la cultura de los habitantes, describiéndola en su libro Con los ejércitos de Menelik II, emperador de Etiopía, identificando una serie de prácticas en común con el pueblo amhara, más conocido.
Los habitantes sufrieron enormemente por el robo de esclavos durante el gobierno de facto de Lij Iyasu, y la región casi quedó deshabitada. Durante la reorganización de las provincias en 1942, el antiguo reino se amplió con la adición de otros reinos de la región de Gibe para convertirse en la provincia de Kaffa.

## Economía

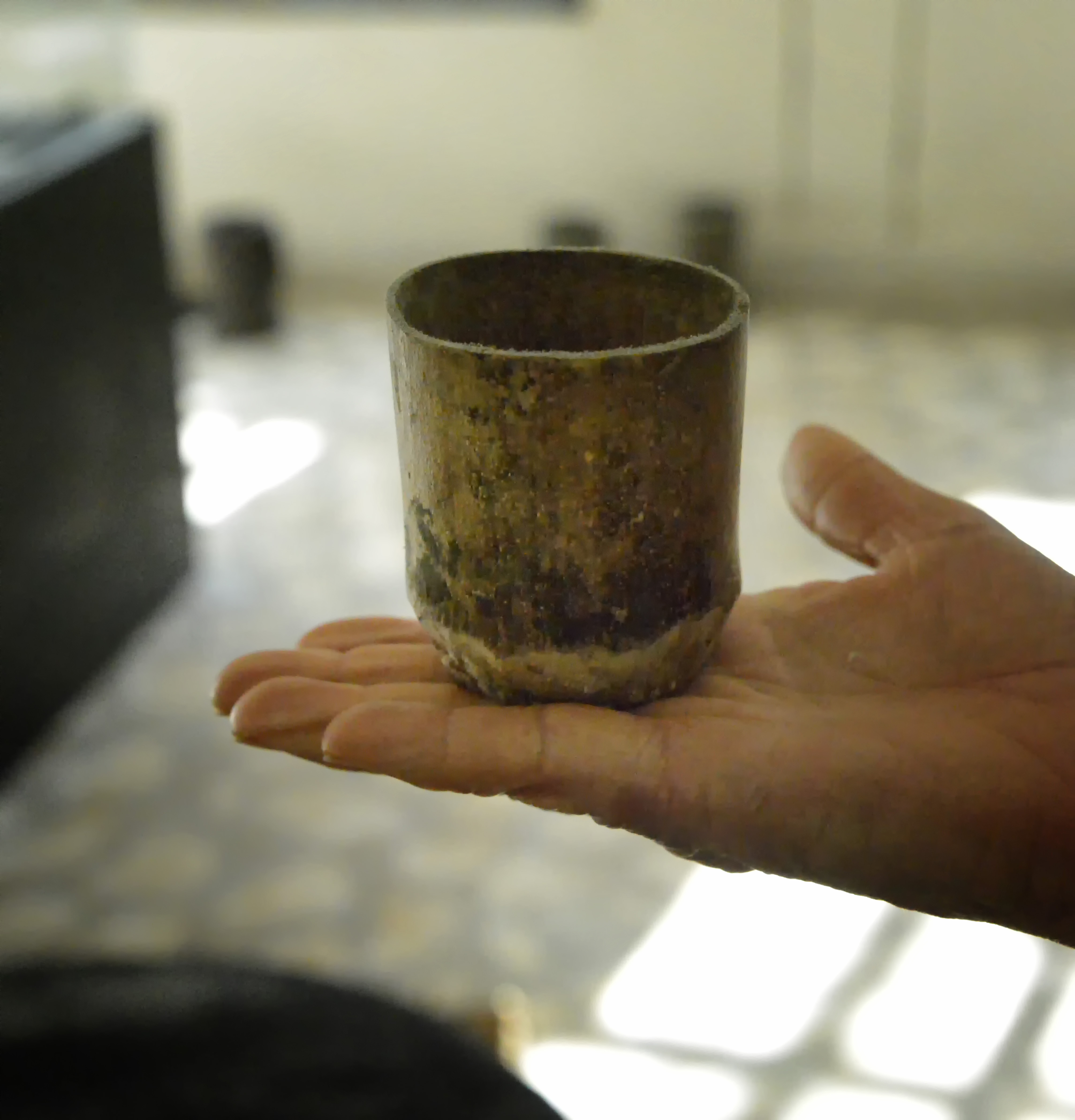
Una taza de café de la época del Reino de Kaffa.

En Kaffa, se utilizaron como moneda (como en el resto de Etiopía), ya en 1905, Táleros de María Teresa (MT) y bloques de sal llamados amoleh, que circulaban a una tasa de cuatro o cinco amolehs por 1 MT.
La economía se basaba en la exportación de oro, aceite de civeta y esclavos. Los cultivos que se cultivaban incluían el café y el algodón. Sin embargo, según Richard Pankhurst, la cantidad de café exportado nunca fue grande: cita una estimación de su producción en la década de 1880 de 50.000 a 60.000 kilogramos al año. Se criaba ganado, y las abejas melíferas se mantenían en barriles (llamados gendo) que se colgaban en los árboles.

## Más lecturas
- Jon Abbink, 'Käfa ethnography', in S. Uhlig, ed., Encyclopaedia Aethiopica (Wiesbaden: Harrassowitz), vol. 3, 2007, pp. 327–329.
- Jon Abbink, 'Käfa history', in S. Uhlig, ed., Encyclopaedia Aethiopica, (Wiesbaden: Harrassowitz), vol. 3, 2007, pp. 322–324.
- Jon Abbink, 'Gaki Sherocho, Käfa king'. In: E.K. Akyeampong & H.L. Gates Jr., eds, Dictionary of African Biography, vol. 2, pp. 410–411. New York: Oxford University Press.
- Werner Lange, History of the Southern Gonga (Southeastern Ethiopia). Wiesbaden: Franz Steiner, 1982.

- Datos: Q1462877
- Multimedia: Kingdom of Kaffa / Q1462877